# Nguissar
Nguissar est un village du Cameroun, situé à environ 2 km de Meri. Il est situé dans la commune de Meri, le département du Diamaré et la région de l'Extrême-Nord. Nguissar dépend du canton de Douvangar.

Dans Parcs et végétations anthropiques, Christian Seignobos nous décrit: « Dans la plaine du Mayo Mangafé, au pied des massifs Mofu de Meri et Nguissar, à l’extrémité de la chaîne de Douvangar, une petite plaine alluvionnaire au confluent du mayo Zodoy, où l’on trouve un peuplement de palmiers doums d’une étendue et d’une beauté unique dans toute la région ».

## Localisation
Le village de Nguissar est localisé à 10°45' N et 14°06' E. Il se trouve sur une colline à 765 mètres.

## Population
Lors du dernier recensement de 2005, le village de Nguissar comptait 2 043 âmes dont 1 034 de sexe masculin et 1 009 de sexe féminin. En 1970, la population s'élevait à 694 âmes seulement soit une augmentation de 45%.